# Roubaix (Dakota du Sud)
Pour les articles homonymes, voir Roubaix (homonymie).
Roubaix (localement : [ɹoʊ.beɪ]), anciennement connu comme Perry ou Lewisville, est une communauté non constituée en municipalité dans le Comté de Lawrence, Dakota du Sud, États-Unis. Le site n'est pas contrôlé par le Bureau du recensement des États-Unis.

## Nom
Roubaix est à l'origine appelée Lewisville, nom modifié Perry lorsque la ville a été desservie par un bureau de poste. Lorsque commence à se construire le Chicago, Burlington and Quincy Railroad dans les Black Hills, la ville change son nom pour éviter la confusion avec Terry à proximité. Roubaix est choisie en l'honneur de la ville natale du Français Pierre Wibaux, l'un des principaux investisseurs de la  Uncle Sam Mine,.

## Histoire

### Fondation et croissance
Après un premier camp minier remontant à 1876, le site disparait une première fois après la fermeture de la Uncle Sam Mine en 1880, couplé à un incendie de forêt qui détruit une grande partie de la ville.
La grande réouverture de Roubaix et sa reconnaissance officielle en tant que ville a lieu en août 1885. Après 1891, en raison de l'échec de l'activité minière, la ville est quasiment abandonnée. En 1899, Roubaix a 500 résidents, un bureau de poste, plusieurs magasins, un hôpital, un journal, un salon de coiffure, quelques églises et de son propre hôtel de ville. Avant le début des années 1900, il n'y a pas de bâtiment servant d'école, et les classes ont été organisées dans les différents bâtiments autour du camp.

### Activité minière
Le développement de Roubaix est lié à l'exploitation de l'Uncle Sam Mine, découverte en 1878 et produisant de l'or. Du quartz est également récolté par la suite. En 1880, la nouvelle mine ferme et est inondée. 
En octobre 1886, après un changement de direction, la mine a commencé à avoir des problèmes avec ses pompes à eau. La baisse de l'activité cause presque l'abandon de Roubaix. En 1898, la Clover Leaf Gold Mining Company, dirigée par Pierre Wibaux achète la mine, la modernise avec notamment installation de l'électricité. De 1889 à 1905, Wibaux extrait 900 000 $ d'or. Cette nouvelle activité relance la ville. Cependant, plusieurs mineurs commencent à voler du minerai, lui faisant perdre des bénéfices.
Le 4 juin 1905, la mine est inondée et est détruite ce qui entraîne le déclin de Roubaix. En 1934, la mine rouvre mais ferme à nouveau en 1935, lorsque l'Anaconda Gold Mining and Milling Company n'extrait que 10 000 $ d'or. Le site est vendu à un propriétaire privé en 1937.

### Depuis les années 1940
Le bureau de poste est exploité jusque dans les années 1940. Le puits de mine est détruit lors d'une tempête en 1953 et l'école démolie dans les années 1960. De nos jours subsistent seulement quelques maisons anciennes. La ville a encore une très petite population mais ne dispose pas de commerces.

## Géographie
Roubaix est située dans les Black Hills à l'ouest du Comté de Lawrence, Dakota du Sud, aux coordonnées 44° 16′ 33″ N, 103° 39′ 59″ O, à environ 7 km au sud de Pluma.